# Joachim-Ernst Berendt
Joachim-Ernst Berendt (20 de julio de 1922 en Berlín-4 de febrero de 2000 en Hamburgo) fue un periodista, escritor, crítico y productor discográfico de jazz.

## Historial
Berendt inició estudios de física pero estos se vieron interrumpidos por su ingreso a la Wehrmacht. Durante la Alemania Nazi, Berendt se interesó en el jazz, que entonces se había retraído a un entorno subterráneo. Después de la Segunda Guerra Mundial, ayudó a fundar la estación de radio Südwestfunk (SWF] en las zonas de ocupación aliada en Alemania. Desde 1950 hasta su retiro en 1987 estuvo a cargo del departamento de jazz de la SWF.
En 1952, la primera edición del libro de Berendt The Jazz Book (en español editado como El Jazz) fue publicada y se convirtió en una referencia apreciada que fue traducida a muchos idiomas y aún se actualiza y reimprime. Durante 40 años, Berendt produjo el programa de jazz de la emisora pública de radio de Baden-Baden y la red de televisión ARD. Su programa semanal Jazztime Baden-Baden y sus diarios programas radiofónicos fueron obras pioneras en la difusión y popularización del jazz en la Alemania posterior a la guerra. Berendt posteriormente se concentró en la world music, siendo uno de sus primeros promotores.
Berendt inició y organizó muchos festivales de jazz como el American Folk Blues Festival y el Jazzfest de Berlín. Fue productor de muchos discos, principalmente para MPS Records, y apoyó el proyecto Jazz & Lyrik que combinó presentaciones de jazz con poesía.
Berendt recibió muchos premios, entre otros el Premio al Crítico de la televisión alemana, el Premio a la Cultura de Polonia y, dos veces el, Bundesfilmpreis.
Murió el 4 de febrero de 2000, a la edad de 77 años, en un accidente de tráfico. El accidente tuvo lugar en Hamburgo mientras se dirigía a promover su libro Es gibt keinen Weg nur Gehen (No hay otro camino, sólo avanzar). La gran colección de discos, libros, revistas y fotos de Berendt se encuentra ahora en el Jazzinstitut Darmstadt.